# Anna Nowodworska
Anna Nowodworska herbu Nałęcz (ur. między 1510 a 1512, zm. po 1545) – właścicielka dóbr Lubiel na obrzeżach Puszczy Białej, inicjatorka erygowania parafii Lubiel (1547) i fundatorka pierwszego kościoła w Nowym Lubielu.

## Życiorys
Była wnuczką Wawrzyńca Beliny Prażmowskiego, córką jego córki Katarzyny. Dziadek działał w jej imieniu po śmierci ojca Abrahama. Informacja o Annie pojawia się w 1512. Rodzice wzięli ślub ok. 1510, co zawęża moment narodzin Anny.
Prawdopodobnie w 1520 objęła w posiadanie wieś Lubiel wraz z przyległościami. Na uposażenie planowanej parafii przeznaczyła 3 włóki chełmińskie (każda po 30 morgów). Wyjednała zwolnienie dóbr od ciężarów na rzecz skarbu królewskiego. Złożyła też 300 florenów na rzecz katedry w Płocku. W 1547 doprowadziła do erygowania parafii Lubiel. Dokument biskup płocki Andrzej Noskowski wydał 9 września 1547. Nowodworska administrowała budową kościoła, którą ukończono przed wydaniem dokumentu erygacyjnego. Patronami kościoła ustanowiono św. Annę (patronka fundatorki) i św. Stanisława (patron jednego z synów fundatorki).
W 1545 w imieniu własnym i synów nadała Nowemu Dworowi Mazowieckiemu przywilej na organizowanie siedmiu targów i dwóch jarmarków rocznie.